# Corendon Dutch Airlines
Corendon Dutch Airlines es una aerolínea chárter y regular holandesa con sede en Haarlemmermeer. Es una empresa filial de Corendon Airlines y Corendon Airlines Europe.
Corendon Dutch Airlines es la filial holandesa del Grupo Corendon. Comenzó a operar bajo su propio AOC en abril de 2011 utilizando un solo avión Boeing 737-800 con el que opera destinos turísticos europeos y africanos desde el Aeropuerto de Ámsterdam-Schiphol y el Aeropuerto de Maastricht-Aquisgrán.

## Destinos
| Países              | Destinos          | Aeropuertos                                             |
| ------------------- | ----------------- | ------------------------------------------------------- |
| Bonaire             | Kralendijk        | Aeropuerto Internacional Flamingo                       |
| Bulgaria            | Burgas            | Aeropuerto de Burgas                                    |
| Curazao             | Willemstad        | Aeropuerto Internacional Hato                           |
| Egipto              | Hurgada           | Aeropuerto Internacional de Hurghada                    |
| España              | Fuerteventura     | Aeropuerto de Fuerteventura                             |
| España              | Gran Canaria      | Aeropuerto de Gran Canaria                              |
| España              | Ibiza             | Aeropuerto de Ibiza                                     |
| España              | Lanzarote         | Aeropuerto César Manrique-Lanzarote                     |
| España              | Málaga            | Aeropuerto de Málaga-Costa del Sol                      |
| España              | Palma de Mallorca | Aeropuerto de Palma de Mallorca                         |
| España              | Tenerife          | Aeropuerto de Tenerife Sur                              |
| Gambia              | Banjul            | Aeropuerto Internacional Yundum                         |
| Grecia              | Corfú             | Aeropuerto Internacional de Corfú-Ioannis Kapodistrias  |
| Grecia              | Cos               | Aeropuerto Internacional de Kos-Hipócrates              |
| Grecia              | Heraclión         | Aeropuerto Internacional de Heraclión Nikos Kazantzakis |
| Grecia              | Mitilene          | Aeropuerto Internacional de Mitilene                    |
| Grecia              | Préveza           | Aeropuerto Nacional de Aktion                           |
| Grecia              | Rodas             | Aeropuerto Internacional de Rodas-Diágoras              |
| Grecia              | Samos             | Aeropuerto Internacional de Samos                       |
| Grecia              | Zante             | Aeropuerto Internacional de Zante                       |
| Macedonia del Norte | Ohrid             | Aeropuerto de Ohrid San Pablo Apóstol                   |
| Marruecos           | Alhucemas         | Aeropuerto Cherif Al Idrissi                            |
| Países Bajos        | Ámsterdam         | Aeropuerto de Ámsterdam-Schiphol                        |
| Países Bajos        | Eindhoven         | Aeropuerto de Eindhoven                                 |
| Países Bajos        | Groningen         | Aeropuerto de Groningen Eelde                           |
| Países Bajos        | Maastricht        | Aeropuerto de Maastricht-Aquisgrán                      |
| Países Bajos        | Róterdam          | Aeropuerto de Róterdam-La Haya                          |
| Turquía             | Antalya           | Aeropuerto de Antalya                                   |
| Turquía             | Bodrum/Milas      | Aeropuerto de Milas-Bodrum                              |
| Turquía             | Dalaman           | Aeropuerto de Dalaman                                   |
| Turquía             | Estambul          | Aeropuerto de Estambul                                  |
| Turquía             | Esmirna           | Aeropuerto de Esmirna-Adnan Menderes                    |
| Turquía             | Gazipaşa/Alanya   | Aeropuerto de Gazipaşa-Alanya                           |
| Turquía             | Kayseri           | Aeropuerto Internacional Erkilet                        |

## Flota

### Flota actual
En la actualidad, Corendon Dutch Airlines opera la siguiente flota:
| Aeronaves        | En servicio | Pedidos | Pasajeros (clase única)                          | Matrículas                                       | Antigüedad                                       | Notas                                            |
| ---------------- | ----------- | ------- | ------------------------------------------------ | ------------------------------------------------ | ------------------------------------------------ | ------------------------------------------------ |
| Airbus A350-900  | 1           | —       | 432                                              | EC-NTB                                           | 2,8 años                                         | Arrendado a World2Fly                            |
| Boeing 737 MAX 9 | 3           | —       | 219                                              | PH-CDP                                           | 1,5 años                                         |                                                  |
| Boeing 737 MAX 9 | 3           | —       | 219                                              | PH-CDQ                                           | 1,3 años                                         |                                                  |
| Boeing 737 MAX 9 | 3           | —       | 219                                              | PH-CDR                                           | 0,9 años                                         |                                                  |
| Total            | 4           | —       | Edad media de la flota (enero de 2025): 1,6 años | Edad media de la flota (enero de 2025): 1,6 años | Edad media de la flota (enero de 2025): 1,6 años | Edad media de la flota (enero de 2025): 1,6 años |

### Flota histórica
| Aeronaves       | Total | Introducido | Retirado | Matrículas                                              |
| --------------- | ----- | ----------- | -------- | ------------------------------------------------------- |
| Airbus A320-200 | 3     | 2015        | 2024     | C-GJLH, C-GJLQ y ES-SAK                                 |
| Boeing 737-400  | 1     | 2018        | 2018     | YR-SEB                                                  |
| Boeing 737-800  | 8     | 2011        | 2024     | CS-TQU, OM-HEX, PH-CDE, PH-CDF, PH-CDG, PH-CDH y UR-PSB |